# Enzo Magni
Enzo Duffloq Magni, noto anche con lo pseudonimo di Ingam (Milano, 2 marzo 1914 – La Spezia, 20 febbraio 1981), è stato un fumettista italiano noto per essere stato uno degli autori della serie a fumetti Pantera Bionda.

## Biografia
Esordì come disegnatore nel 1932 realizzando illustrazioni per la Antonio Vallardi Editore; nel 1938 pubblica illustrazioni umoristiche sulla rivista I Il Milione firmandosi Enzo Magni D..; come autore di fumetti esordì invece nel 1945, firmandosi Ingam, quando ideò la serie Jak Fumo, per le Edizioni Librarie Italiane, realizzando anche serie di genere avventuroso come Aquila Bianca e Capitan Mistero per la Casa Editrice A.R.C. di Pasquale Giurleo. Nel 1948 ideò insieme a Gian Giacomo Dalmasso un personaggio di genere tarzanide, Pantera Bionda, che resterà anche il suo lavoro più noto, protagonista di una serie a fumetti pubblicata per oltre un centinaio di numeri fino al 1950 e che ebbe notevole successo all'epoca tanto che, inizialmente pubblicata ogni due settimane, divenne presto settimanale; a causa però dei contenuti adulti, ebbe problemi con la censura che costrinsero gli autori a stemperare alcuni aspetti ma nel 1950 la serie venne comunque chiusa.
Durante gli anni cinquanta e sessanta fu impegnato in altre serie a fumetti di genere avventuroso come Yakuri, Tom Mix, Tom Bill (ancora con Dalmasso), Nembo Kid scritto da Pier Carpi per la Mondadori, Penna di Falco con Ennio Missaglia, Professory Toppy & Soci, Jed Puma. Realizzò anche serie per adulti come Calamity Jane, Helga, (testi di Luigi Naviglio), I Serpenti e Tenebrax, quest'ultimo in collaborazione con Annibale Casabianca e Pier Carpi; realizzò anche vignette umoristiche pubblicate sui settimanali La Mezzora, Il Solletico e Menelik; realizzò anche, dal 1951 al 1953, le illustrazione dei 180 fascicoli del romanzo a puntate Cuore garibaldino di Dino De Romanis edito dalla Editrice Eccelsa.
La sua ultima serie a fumetti, Gun Flint, fu pubblicata nel 1981 in appendice a Comandante Mark. Morì a La Spezia nel 1981.